# 10568 Yoshitanaka
10568 Yoshitanaka eller 1994 CF1 är en asteroid i huvudbältet som upptäcktes den 2 februari 1994 av den japanska astronomen Satoru Otomo i Kiyosato. Den är uppkallad efter Yoshiji Tanaka.
Asteroiden har en diameter på ungefär 6 kilometer och den tillhör asteroidgruppen Eunomia.